# Leiocithara apollinea
Leiocithara apollinea é uma espécie de gastrópode do gênero Leiocithara, pertencente a família Mangeliidae.